# 唐永健
唐永健（Kelvin Tong）新加坡电影导演、编剧和监制。

## 生平
唐永健对戏剧与电影制作的热爱源始于他在维多利亚中学的日子。他之后继续就读于维多利亚初级学院，毕业于新加坡国立大学法学专业。在德尊（新加坡）律师事务所就业短暂的九个月后，他以一名影评人开始他的电影事业，在1995年至1999年为《海峡时报》写剧评与影评。1999年他导演了第一部电影《吃风》。2006年在亚洲新星导计划资助下拍摄了《爱情故事》。
他曾于27岁结婚，妻子当时在《海峡时报》写时尚方面的文章。三年后两人离婚。
他有一个弟弟和妹妹。他弟弟唐永良拥有医科文凭，自《女佣》开始一直担任唐永健执导电影的监制。

## 电影作品
- 1996，《Moveable Feast》（短片）
- 1999，《吃风》Eating Air（编剧/制片/导演）艺术片
- 2005，《女佣》 The Maid（编剧/导演）鬼片
- 2006，《爱情故事》 Love Story（编剧/导演）
- 2007，《鬼啊鬼啊》 Men in White（导演/编剧）
- 2007，《爱情18克》 18 Grams of Love（制片）
- 2008，《第一诫》 Rule Number One（导演/编剧）
- 2009，《绑匪》 Kidnapper（导演）
- 2011，《大世界》It's a Great, Great World（导演）
- 2012，《龙众舞》Dance Dance Dragon（导演）
- 2015，《七封信》7 Letters（导演/编剧）
- 2017，《吃飽沒？３（英语：Eat Already? 3）》Eat Already? 3（导演）